# Мілянувек
Міляну́век (пол. Milanówek) — місто в центральній Польщі.
Належить до Гродзиського повіту Мазовецького воєводства.

## Відомі люди
- Марек Бєнчик (1956) — польський постмодерністичний письменник, історик літератури, перекладач з французької мови, есеїст, енолог.
- Марек Цесляк (* 1950) — польський спідвеїст та тренер зі спідвею.

## Демографія
Демографічна структура станом на 31 березня 2011 року:
|          | Загалом | Допрацездатний вік | Працездатний вік | Постпрацездатний вік |
| -------- | ------- | ------------------ | ---------------- | -------------------- |
| Чоловіки | 7642    | 1457               | 5253             | 932                  |
| Жінки    | 8690    | 1436               | 5105             | 2149                 |
| Разом    | 16332   | 2893               | 10358            | 3081                 |